# باش‌کند (خوجالی)
باش‌کند (به لاتین: Başkənd) یک منطقهٔ مسکونی در جمهوری آذربایجان است که در شهرستان خوجالی واقع شده‌است.